# Státní rada Sultanátu Omán
Státní rada (arabsky Majlis al-Daula‎) je horní komora Rady Ománu v Sultanátu Omán. Zřízení Státní rady předcházelo ustanovení základního práva v sultánově výnosu 101/96 dne 6. listopadu 1976. Důvodem vzniku bylo rozšíření o názory lidu a přizvání odborníků a učenců, kteří by mohli přispět k realizaci strategie pro všeobecný rozvoj týkající se služby veřejným zájmům. Funkční období člena Státní rady je čtyři roky. Podmínkami pro zvolení jsou věk (40 let a více), národnost (ománská) a dobrá pověst, odpovídající kvalifikovanost a žádná spojitost s kriminálními činnostmi. Takováto osoba nesmí být zároveň členem dolní komory – Poradního shromáždění.
Členy Státní rady se mohou stát:
- bývalí ministři a jejich náměstkové (tajemníci)
- bývalí velvyslanci
- bývalí soudci
- vysloužilí úředníci
- odborníci v oblasti vědy a kultury
- profesoři univerzit a ostatních vysokoškolských institucí
- přední podnikatelé
- lidé, kteří odvedli významné služby své vlasti
- osoby, které jsou sultánem považovány za vhodné a nespadají mezi výše jmenované